# Визит старой дамы (фильм, 2008)
«Визит старой дамы» (нем. Der Besuch der alten Dame) — телефильм режиссёра Николауса Лейтнера, вышедший в 2008 году, по мотивам пьесы швейцарского немецкоязычного драматурга Фридриха Дюрренматта «Визит старой дамы».

## Сюжет
В разорившийся город Гюллен прибывает одна из богатейших женщин мира — Клара Цаханассьян. С городом её связывает прошлое — она здесь жила, здесь же попала в аварию, после которой её сочли мёртвой и выставили главной виновницей.
Все прошедшие годы Клара вынашивала план мести. И сейчас, скупив практически весь город со всеми его фабриками, она появляется с обещанием подарить Гюллену два миллиарда евро в обмен на смерть Альфреда Илла, фактического виновника той самой аварии.
Город сперва отвергает кажущееся безумным предложение, однако жизнь Илла висит на волоске (и на железнодорожной станции, где он чуть не оказывается под колёсами, и на охоте…). Однако город свой приговор выносит — на общем собрании за обвинительный приговор выступают жители города. Клара Цаханассьян застаёт своего некогда любимого мужчину уже мёртвым. Она передаёт обещанный чек и со словами «Убийцы!» покидает Гюллен.

## В ролях
- Кристиана Хёрбигер — Клара Цаханассьян, миллиардерша
- Михаэль Мендль[нем.] — Альфред Илл, владелец автосалона
- Мюриэль Баумайстер — Миа Мор
- Лиза Кройцер — Ангелика Илл
- Хельмут Бергер — Оливер Маркс
- Ганс фон Борсоди[нем.] — Готтфирд Унсельд, пастор
- Рольф Хоппе — Георг Риманн
- Дитрих Маттауш[нем.] — Лутц Вольф, полицейский
- Дитрих Холлиндербоймер[нем.] — Маттиас Бюсинг
- Вольфганг С. Зехмайер — Марк Ворт
- Андре Поль — Андреас Постел

## Съёмочная группа
- Авторы сценария:
  - Сюзанна Бек
  - Томас Эйфлер
- Режиссёр: Николаус Лейтнер
- Оператор: Херман Дунцендорфер
- Художник-постановщик: Томас Вогель
- Композиторы: Матиас Вебер
- Продюсеры:
  - Марк Мюллер-Кальденберг
  - Хартмут Колер

## Признание и награды
Фильм был положительно встречен критикой, оценившей сохранение духа первоисточника и совместную игру ряда высокопрофессиональных актёров в сочетании с адаптацией трагифарсового сюжета Дюрренматта к современному сеттингу. В числе прочих, фильм был отмечен одним из ведущих немецких критиков Марселем Райх-Раницким, также похвалившим серьёзный подход к постановке и игру актёров, но отметившим снижение качества к концу фильма.
В 2009 году фильм также был удостоен двух телевизионных наград — германской кинематографической и телевизионной премии «Юпитер» в категории «Лучший германский телеактёр», присуждённой исполнителю главной мужской роли Михаэлю Мендлю и «Золотой Магнолии» 14-го Шанхайского международного телефестиваля за лучший сценарий телефильма сценаристке Сюзанне Бек.